# Lucius Scribonius Libo
Lucius Scribonius Libo est un homme politique et militaire de la fin de la République romaine, consul en 34 av. J.-C. Il est le beau-père de Sextus Pompée et le beau-frère d'Auguste.

## Famille
Il est membre de la gens plébéienne Scribonia. 
Son épouse est membre de la gens Sulpicia, de la branche des Sulpicius Galba dont est issu le futur empereur Galba. Un des membres de cette famille et ascendant direct de l'empereur, Servius Sulpicius Galba, est un légat de Jules César en Gaule, préteur en 54 av. J.-C. et l'un des conjurés ayant assassiné César en 44 av. J.-C.
Outre sa fille qui épouse de Sextus Pompée, Libo a deux fils : Lucius Scribonius Libo, consul en 16 apr. J.-C. et Marcus Scribonius Libo Drusus.
Par sa sœur Scribonia, Libo est l'oncle maternel des consuls Cnaeus Cornelius Lentulus Marcellinus et Publius Cornelius Scipio, de Cornelia, épouse de Lucius Aemilius Lepidus Paullus et de Julia, fille que Scribonia a d'avec Auguste.

## Biographie

### Lors de la guerre civile entre César et Pompée
Il est peut-être d'abord mentionné en 56 av. J.-C., lorsqu'il semble être tribun de la plèbe, soutenant le point de vue de Pompée en relation avec les affaires d'Égypte concernant Ptolémée XII Aulète.
Il est supposé avoir atteint la préture en 50 av. J.-C..
En l'an 49 av. J.-C., il devient un des légats de Pompée. Avec le début de la guerre civile entre César et Pompée, ce dernier lui donne le commandement de l'Étrurie. Il en est chassé par Marc Antoine puis prend le commandement des nouvelles recrues en Campanie de Titus Ampius Balbus.
Il accompagne ensuite Pompée lors de son retrait à Brundisium. Il sert alors d'intermédiaire entre son commandant et Caius Caninius Rebilus, un ami proche qui est chargé par Jules César de négocier avec Pompée,. Rebilus conseille Libo qu'il peut convaincre Pompée à parvenir à un accord avec César, ce dernier donne du créit à Libo pour enrayer la guerre civile avant qu'elle ne commence vraiment. Bien que Libo rapporte les propositions de César à Pompée, celui-ci se refuse à accepter quoi que ce soit sans la présence des consuls de l'année,,,,.
Libo suit Pompée dans sa traversée vers la Macédoine. Il est ensuite responsable d'une partie de la flotte pompéienne aux côtés de Marcus Octavius avec pour instructions d'empêcher les forces césariennes de franchir l'Adriatique,. Au large de la côte dalmate, ils défont une flotte sous le commandement de Publius Cornelius Dolabella puis ils le poursuivent. Ils contraignent alors à la fuite Caius Antonius, qui a tenté de venir au secours de Dolabella. Antonius est contraint de se retrancher sur l'île de Corcyra Melaina. À court de provisions, il se rend avec ses troupes à Libo, qui seront intégrées à l'armée de Pompée,,,,.
Au moment où César parvient à débarquer en Épire et s'empare d'Oricum, Pompée envoie Libo rejoindre Marcus Calpurnius Bibulus, alors responsable de la flotte de Pompée et qui bloque alors César à Oricum. Cependant, Bibulus est malade et dans l'incapacité d'obtenir du ravitaillement,. Pour sortir de l'impasse, Bibulus et Libo se rendent à Oricum et demandent une trêve afin de négocier avec César. Celui-ci accepte et Libo tente de tromper César en lui faisant croire qu'il agit sur instructions de Pompée. Lorsque César ne peut obtenir de sauf-conduit pour ses envoyés, il refuse de prolonger la trêve et rompt les négociations en comprenant qu'il s'agissait d'un simulacre conçu pour permettre à Bibulus de réapprovisionner ses navires.
Après le décès de Bibulus au début de l'an 48 av. J.-C., Libo reçoit le commandement de la flotte pompéienne, qui comprend une cinquantaine de navires,. Il maintient le blocus de d'Oricum, et vient à la conclusion que s'il peut bloquer Brundisium depuis la mer, César ne pourrait recevoir aucun nouveau renfort et qu'il est donc inutile de bloquer Oricum. Il fait donc route vers Brundisium, surprenant le commandant local, Marc Antoine, pris au dépourvu. Libo brûle un certain nombre de navires de transport, s'empare de réserves de grain et débarque des troupes sur l'île qui commande l'entrée du port, en y expulsant une garnison d'Antoine. Confiant de son succès, il envoie une lettre à Pompée l'informant qu'il tient l'entrée du port et que le reste de la flotte peut être réparé et mis au repos. Cependant, Antoine réussit à piéger Libo en le lançant à la poursuite de leurres. L'escadre de Libo est pris au piège, attaqué, mais parvient à s'échapper, abandonnant le blocus. L'île commandant l'entrée du port est reprise par les hommes d'Antoine,. Ce dernier peut alors rejoindre César en Épire,.
Après la défaite et la mort de Pompée en 48 av. J.-C., Libo rejoint son gendre Sextus Pompée, qui a épousé sa fille Scribonia auparavant. En 44 av. J.-C., à la mort du dictateur, il se trouve avec Sextus en Hispanie.

### Lors de la guerre sicilienne de Sextus Pompée
En 40 av. J.-C., Sextus l'envoie comme émissaire officieux à Marc Antoine en Grèce, à la recherche d'une alliance contre Octavien qui vient de vaincre les partisans d'Antoine lors de la guerre civile de Pérouse,.
Octavien épouse la sœur de Libo, Scribonia, mettant ce dernier dans les deux camps et rendant précaire des relations entre Sextus et Antoine.
Dans le pacte de Misène qui s'ensuit, Libo est un des principaux négociateurs. En échange de son soutien à Sextus, celui-ci parvient à lui obtenir la promesse d'Octavien d'un consulat.
Lorsque la guerre sicilienne entre Octavien et Sextus recommence en 36 av. J.-C., Libo soutient initialement Sextus. Voyant que la cause de son gendre est perdue, il rejoint Marc Antoine,.

### Consulat et carrière postérieure
Antoine assure à Libo le consulat pour l'année 34 av. J.-C., à ses côtés,. Antoine ne reste en poste qu'un jour pour laisser place à Lucius Sempronius Atratinus, un autre de ses partisans. Le mandat de Libo se termine le 1er juillet et il est remplacé par Caius Memmius,,.
En 31 av. J.-C., après la victoire d'Octavien sur Antoine, il devient membre du collège des épulons et il est élevé au statut de patricien en 29 av. J.-C.